# Szatmári boszorkányperek
A boszorkányperek vagy boszorkányüldözések Magyarországon is megjelentek a  XVI-XVII. században. A XVIII. században, Mária Terézia királynő uralkodása alatt, a boszorkányperek száma megemelkedett, de ebben az időszakban az uralkodó az 1756-ban kiadott rendeletével próbálta megszüntetni a pereskedéseket, azonban a XVIII. század végén is találkozhatunk elszórtan egy-egy boszorkányperrel.
A köztudattal ellentétben azonban nemcsak nőket tudtak elítélni, illetve megvádolni boszorkánysággal, hanem férfiakat is. Erre is van példa a magyar boszorkányüldözés idejében. 
A boszorkányperek okozója a korabeli világnézet mellett a parasztság rosszindulata, de a társadalmi egyenlőtlenség, az arisztokrácia kiváltságai, illetve a politikai és vallási instabilitás is fontos szerepet játszott. 
Az emberek babonásak voltak, féltek a természeti katasztrófáktól, a betegségektől, illetve a "gonosz erőktől", így a félelem gyűlöletté nőtte ki magát, és egy bűnbakot kellett keresni. Ezek a konfliktusok többnyire szomszédi viszályokból, irigységből nőtték ki magukat, és hogy ezt a konfliktust rendezzék, gyakran egymást vádolták meg boszorkánysággal. Előfordult, hogy nemcsak a vádlottat, hanem a vádolót is elítélték.
A népi hiedelemben a boszorkány alakja többnyire egy olyan személy, aki az ördöggel szövetkezik, járványokat okoz, és rontást rak az emberekre. Általában egy idős asszonyként van ábrázolva, de rendelkezésre álló adatok alapján feltételezhető, hogy a magyarországi áldozatok többsége a korabeli viszonyokhoz képest középkorú volt, 35-40 év körüli. Ez az akkoriban alacsony átlagos élettartam, és a korábbi házasság miatt következhetett be, így az emberek ebben a korban már gyakran nagyszülőkké váltak. Továbbá az öreg kifejezés névi megkülönböztetés miatt volt használatban, a gyakori névazonosság miatt.

## Boszorkányperek a történelmiSzatmár vármegyében
Szatmár vármegyében a boszorkányüldözések gócpontja a XVIII. század első évtizede. Bár előtte is voltak esetek, ezekről nem készült feljegyzés. Csupán "boszorkánytevékenységekről" írt Károlyi László 1667-ben a feleségének szóló levelében: „Csudálatosképen jelentette Isten nekem – írja, – szegény Laczkó betegségét meg; szombaton négyszer vagy ötször esék olyan peczczenés a kis asztalomnál. Vasárnap nem hallatott; hétfőn öt óra tájban kezdte el megint, mig a lábaimat mosták: csak ritkán, de nagyon peczczegett. Hogy lefeküdtem, azután nem hallatszott. Kedden a szerint –. Azolta már nem hallatik.”
Ebben a vármegyében összesen 85 embert fogtak perbe, ebből 10 román és egy német nemzetiségű volt. A vádlottak 75,29%-a Nagybányán, illetve környékén élt, és a városfalak belső peremén és a külvárosokban megtelepedett szegények közül kerültek ki, köztük előfordulván a város környéki falvakból betelepülő románok.

### Özvegy Szaszariné és Nagy Jánosné Csiszár Ilona esete
Az eset 1700-ban történt. Szaszariné és Nagy Jánosné mindketten bábák voltak, és az ő ellenségeskedésük fajult pereskedéssé. Az egymást boszorkányozó asszonyok ügye márciustól novemberig elhúzódott. Szaszariné becsületsértéssel vádolta Jánosnét, míg ő boszorkánysággal és varázslással. Nagybánya tanácsosai, jegyzője és helyettes bírája előtt 13 tanút hallgattak meg. Közülük sokan hallották, hogy  Nagy Jánosné Szaszarinét sült boszorkánynak nevezte, rontással gyanúsította. Később Szaszariné ellen is eljárás indult, Nagy Jánosné kérésére, viszont ekkor már 49 embert hallgattak ki. Ennek eredményeképp kiderült, hogy Szaszarinétől félnek, mert hallották átkozódni, fenyegetőzni. Saját lánya is hibáztatta nyomorúságos állapota miatt, de még az unokája is azt hangoztatta, hogy anyját és apját ő vesztette meg.
Ez a vádaskodás odáig fajul, hogy április-május folyamán már mindkettő ellen mint boszorkányok folytak a vizsgálatok. Ekkor 25 tanút hallgattak meg. Volt olyan aki azt vallotta, hogy rontásgyanú alkalmával Nagy Jánosné mindig Szaszarinét okolta, és vádolta meg. 
Nagy Jánosné előéletével kapcsolatban is több variáció létezett. Volt aki úgy tudta, hogy Kolozsvárról elszökött, hogy elkerülje a jobbágyságot, mások viszont azt mondták, boszorkánysága miatt menekült Nagybányára. A tanúk közül többen gyermekágyas vagy csecsemős anyukák voltak, és amint tejük elapadt azonnal Nagy Jánosnéra gyanakodtak.
Suho Györgyné elmondása szerint, mikor Szaszariné füveket vitt nyomorék gyermeke fürösztésére, a bába Györgyné szolgálóját leteremtette, mikor hozzáért a füvekhez, mondván:„Ne bántsd te azt, nem neked való, mert azok között olyan fű is vagyon, amely megszólal!”
A tanúvallomások után a városi tanács novemberben pótvizsgálatot folytatott le, amikor 10 tanút hallgattak meg. Házi János újszülött kislányának halálát Nagy Jánosnénak tulajdonította, hiszen elmondása szerint szándékosan elmulasztotta két reggeli fürösztését, melynek köszönhetően a gyermek testét férgek lepték el, és végtagjai elrohadtak.
Később elrendelik a két asszony kínvallatását is, majd meghozzák az ítéletet. Mindkét asszony kemény megpálcázásban részesült, és örökre száműzték őket a városból, mondván ha valaha visszatérnek megégetik őket.

### Makrai Mészáros Istvánné Kódori Erzsébet és Nagy Jánosné Tordai Juliska esete
1703-ban történt ez a hosszan elhúzódó becsületsértési per. Mészáros Istvánné vádiratában olvasható, hogy Nagy Jánosné azt híresztelte a városban, hogy Mészáros Istvánné miatt jelent meg a nyavalya a kezein és ujjain, ezért boszorkánynak kiáltotta ki.. Mészáros viszont egy harmadik nőt is belekevert az ügybe, Tálasnét, akit Nagy Jánosné betegségének okozójaként említett. Nagyné azt állította Makrainé megnézte, és bekötötte a kezét. Ezt gyanúsnak találta, mivel nem használt semmit a kötésen kívül. Igazát azzal próbálta bizonyítani, hogy ő gyanúsnak találta Mészárosné szavait.
Nagy Jánosné ellen végül eljárás indult, és összesen 26 meghallgatásra került sor. Hatan nem tudtak a viszálykodásról, azonban 19-en hallották Nagyné vádját Mészárosné ellen. 
A két asszony között kialakult feszültség egyébként egy kölcsönkért, de vissza nem szolgáltatott palacsintasütő vas miatt robbant ki, és emiatt okolta Mészárosnét keze elromlott állapotáért. Az eljárás következő mozzanata Mészárosné boszorkányságát bizonyító tárgyalás. 
10 tanút hallgattak ki, kik közül ketten semmit sem tudtak, ketten Nagy Jánosnétól, és ketten annak férjétől hallottak panaszt Mészárosnéra, egy tanú pedig Mészárosné védelmére kelt.
Nagy Jánosné nem tudta bebizonyítani riválisa boszorkányságát, így a bíróság elmarasztalta az ügyet. Büntetése 40 forint kifizetése volt, azzal a kikötéssel, ha ezt nem fizeti ki, pellengérre állítják és megkövetni tartozik Mészárosnét. Végül csak 25 forintot kellett letennie, a maradék összeg kifizetésére két hét haladékot kapott kezeskedéssel.

### Rubánné és Fodorné esete
1716-ban két Szatmárnémeti származású bábát fogtak perbe. A vád szerint gyermekágyas anyukák és azok csecsemői lettek rosszul kezük alatt. Így egyik bábát hívták a másik bába pácienséhez, és így tovább. Elmondásuk szerint rontás lehetett a dologban, és egyik gyermek, illetve anyuka sem betegedett volna meg, ha őt hívták volna bábának. 
A két nő folyamatosan egymást gyanúsította a rontással. 
Végül a bírák vízpróbára küldték a két nőt, tüzes vassal megcsipkedték, és végül elevenen megégették őket.